# Turun Palloseura (hokej na lodzie)
HC TPS Turku Oy (w skrócie TPS, również Turun Palloseura) – fiński klub hokejowy z siedzibą w Turku, występujący w rozgrywkach Liiga. Zespół jedenaście razy zdobył tytuł mistrza Finlandii. Pierwszy raz sukces ten odniósł w 1956 roku, kiedy to zdobył mistrzostwo wtedy najwyższej ligi - SM-sarja. Kolejne tytuły zdobył już w ramach rozgrywek Liiga. Zespół jest najbardziej utytułowanym zespołem w historii rozgrywek. Mecze rozgrywa w hali HK Arena, która jest największą halą w rozgrywkach hokejowych na terenie Finlandii.

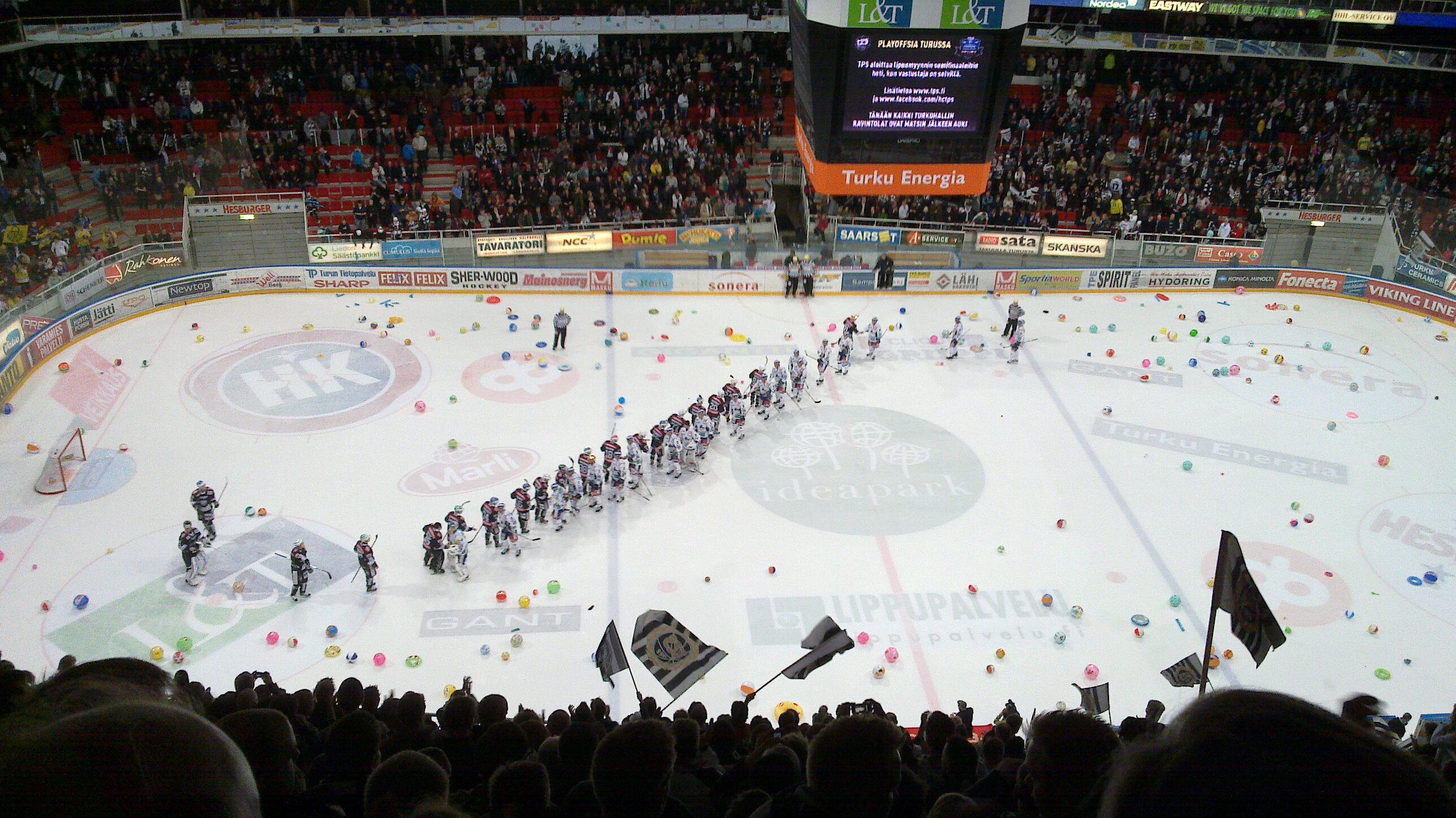
Lodowisko Turkuhalli (03.04.2010)

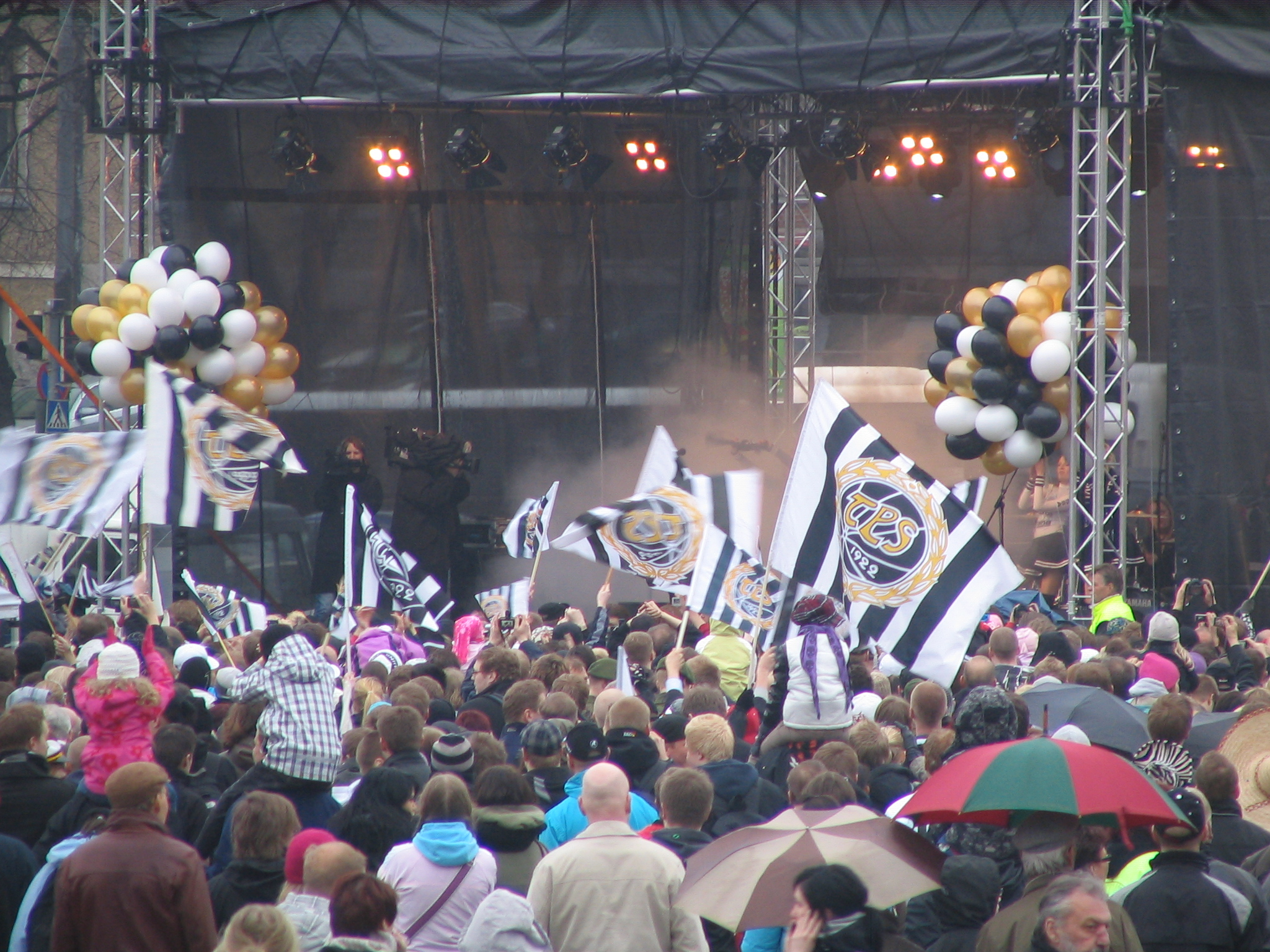
Feta drużyny TPS po zdobyciu mistrzostwa (29.04.2010)

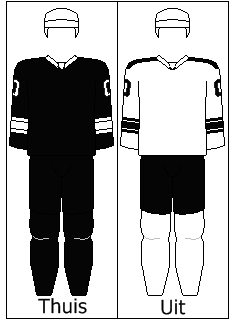
Stroje zespołu

## Historia
TPS został założony w 1922 roku pod nazwą Turun Palloseura i był pierwotnie tylko klubem piłkarskim. Od 1937 roku w klubie prowadzona jest także sekcja hokejowa. Obecnie pełną nazwą klubu jest HC TPS Turku Oy. Pierwszy medal mistrzostw Finlandii zespół zdobył w sezonie 1942/1943 przegrywając jedynie z klubem Kiffen. Najskuteczniejszym zawodnikiem tamtego sezonu został zawodnik TPSu - Anton Honka. W kolejnym roku zespół prowadził w rozgrywkach, które jednak przerwano z powodu wojny kontynuacyjnej. Po zakończeniu wojny w sezonie 1944/1945 zespół zajął czwarte miejsce. Zespół utrzymał się w najwyższej klasie rozgrywkowej do sezonu 1947/1949 kiedy to zajął ostatnie siódme miejsce przegrywając wszystkie spotkania sezonu. Zespół powrócił do SM-sarja w sezonie 1952/1953. Klub po zmianie systemu rozgrywek trafił do grupy B mistrzostw. Zwyciężając w siedmiu spotkaniach, przy trzech przegranych zespół awansował do dwumeczu o brązowy medal. Tutaj zwyciężając zespół HIFK Hockey i zdobywając pierwszy brązowy medal mistrzostw Finlandii. Dwa lata później awansowali po raz drugi do finału rozgrywek przegrywając z Tammerfors Bollklubb. Rok później zespół sięgnął po pierwszy złoty medal, wcześniej zwyciężając w swojej grupie sezonu zasadniczego. W finale rozgrywek pokonując w dwumeczu finałowym Hämeenlinnan Tarmo 7:2 i 9:3. Na kolejny złoty medal zespół musiał czekać dwadzieścia lat, w międzyczasie zespół dwukrotnie spadał do niżej klasy rozgrywkowej. W 1975 roku zespół dołączył do pierwszego sezonu profesjonalnych mistrzostw Finlandii SM-liiga. W trzydziestu sześciu meczach sezonu zasadniczego zespół okazał najlepszy, co później przypieczętował w fazie play-off. Pokonując w finałowej serii klub Tappara. Kolejne mistrzostwa Finlandii zespół zdobył w latach: 1989, 1990, 1991, 1993, 1995, 1999, 2000, 2001 oraz 2010. W 1994 roku zdobył również Puchar Europy w hokeju na lodzie.

## Sukcesy
TPS zdobył dotychczas jedenaście tytułów mistrza Finlandii, w tym raz jeszcze przed powołaniem SM-liiga (1956).
- Puchar Finlandii: 1955, 1956
- Złoty medal mistrzostw Finlandii: 1956, 1976, 1989, 1990, 1991, 1993, 1995, 1999, 2000, 2001, 2010
- Srebrny medal mistrzostw Finlandii: 1943, 1955, 1957, 1967, 1977, 1982, 1985, 1994, 1996, 1997, 2004, 2021, 2022
- Brązowy medal mistrzostw Finlandii: 1953, 1978, 1979, 1981
- Trofeum pamiątkowe Harry’ego Lindbladina – pierwsze miejsce w sezonie zasadniczym SM-liigi: 1976, 1980, 1982, 1985, 1989, 1990, 1991, 1993, 1994, 1998, 1999, 2000, 2004
- Hopealuistin: 1987, 1991, 1993, 1994, 1995, 1996, 2000, 2003, 2004, 2018
- Finalista Pucharu Europy: 1990
- Trzecie miejsce w Pucharze Europy: 1991, 1995
- Puchar Europy: 1994
- Złoty medal Europejskiej Hokejowej Ligi: 1997
- Superpuchar IIHF: 1997
- Trzecie miejsce w Europejskiej Hokejowej Lidze: 2000

## Zawodnicy
Wychowankami zespołu są m.in. Saku Koivu, Mikko Koivu, Miikka Kiprusoff, Sami Salo, Niko Kapanen, Jere Lehtinen, Antero Niittymäki oraz Lauri Korpikoski. Powyżsi zawodnicy uczestniczyli w rozgrywkach NHL. Kiprusoff jest jednym z właścicieli klubu z Turku.
Numery zastrzeżone
Klub zastrzegł trzy numery dla wybitnych zawodników:
- 3 - Timo Nummelin
- 8 - Juhani Wahlsten
- 23 - Hannu Virta

Poza tym numer 11 w którym mecze rozgrywał Saku Koivu obecnie nie jest dostępny do użytku.